# Anadia pamplonensis
Anadia pamplonensis — вид ящірок родини гімнофтальмових (Gymnophthalmidae). Мешкає в Колумбії і Венесуели.

## Поширення і екологія
Anadia pamplonensis мешкають в горах Східного хребта Колумбійських Анд в департаменті Норте-де-Сантандер та в горах на заході Венесуели, в штаті Тачира. Вони живуть у вологих гірських тропічних лісах, на висоті від 1423 до 2800 м над рівнем моря.

## Збереження
МСОП класифікує цей вид як такий, що перебуває під загрозою зникнення. Anadia pamplonensis загрожує знищення природного середовища.